# Kalatonjärvi (sjö i Enontekis, Lappland)
Kalatonjärvi eller Puussasjärvi är en sjö i kommunen Enontekis i landskapet Lappland i Finland. Sjön ligger 446 meter över havet. Sjön ligger 445,9 meter över havet. Arean är 89 hektar och strandlinjen är 5,86 kilometer lång. Sjön  ingår i Torne älvs huvudavrinningsområde.   Den ligger omkring 290 kilometer nordväst om Rovaniemi och omkring 960 kilometer norr om Helsingfors. 